# Grajewo (gmina)
Grajewo est une gmina rurale du powiat de Grajewo, Podlachie, dans le nord-est de la Pologne. Son siège est la ville de Grajewo, bien qu'elle ne fasse pas partie du territoire de la gmina.
La gmina couvre une superficie de 308,13 km2 pour une population de 6 142 habitants.

## Géographie
La gmina inclut les villages de Białaszewo, Białaszewo-Kolonia, Białogrądy, Białogrądy-Kolonia, Boczki-Świdrowo, Brzozowa, Brzozowa Wólka, Chojnówek, Ciemnoszyje, Cyprki, Danówek, Dybła, Elżbiecin, Flesze, Gackie, Godlewo, Grozimy, Kacprowo, Kapice, Kolonie Sojczyn Borowy, Konopki, Konopki-Kolonie, Koszarówka, Koty-Rybno, Kurejewka, Kurejwa, Kurki, Łamane Grądy, Łękowo, Lipińskie, Lipnik, Łojki, Łosewo, Mareckie, Mierucie, Modzele, Okół, Pieniążki, Podlasek, Popowo, Ruda, Sienickie, Sikora, Sojczyn Borowy, Sojczyn Grądowy, Sojczynek, Szymany, Szymany-Kolonie, Toczyłowo, Uścianki, Wierzbowo, Wojewodzin et Zaborowo.
La gmina borde les gminy de Goniądz, Prostki, Radziłów, Rajgród, Szczuczyn et Wąsosz.